# أوريستيس رودريغيز وليامز
أوريستيس رودريغيز وليامز هو منافس ألعاب قوى كوبي، ولد في 3 يونيو 1989.

## وصلات خارجية
- أوريستيس رودريغيز وليامز على موقع الاتحاد الدولي لألعاب القوى (الإنجليزية)
- أوريستيس رودريغيز وليامز على موقع أوليمبيديا (الإنجليزية)